# Апушкино (Костромская область)
Апушкино — деревня в Лопарёвском сельском поселении Галичского района Костромской области России.

## География
Деревня расположена у главного хода Транссибирской магистрали, у остановочного пункта 519 километр.

## История
Согласно Спискам населенных мест Российской империи в 1872 году сельцо Большое Апушкино относилось к 2 стану Галичского уезда Костромской губернии. В нём числилось 3 двора, проживало 14 мужчин и 16 женщин, а в сельце Малое Апушкино, относившимся к тому же стану того же уезда, числилось 5 дворов, проживали 21 мужчина и 19 женщин.
Согласно переписи населения 1897 года в деревне Большое Апушкино проживало 30 человек (15 мужчин и 15 женщин), а в деревне Малое Апушкино проживало 34 человека (18 мужчин и 16 женщин).
Согласно Списку населенных мест Костромской губернии в 1907 году деревни Большое Апушкино и Малое Апушкино относились к Свиньинской волости Галичского уезда Костромской губернии. По сведениям волостного правления за 1907 год в Большом Апушкино числилось 2 крестьянских двора и 23 жителя, а в Малом Апушкино — 6 дворов и 21 житель. Основными занятиями жителей деревни Большое Апушкино, помимо земледелия, были плотницкий и малярный промыслы, а в деревне Малое Апушкино — малярный промысел.

## Население
| Численность населения |         |         |         |      |      |      |
| Год                   | 1877    | 1897    | 1907    | 2008 | 2012 | 2014 |
| Жителей               | 30 + 40 | 30 + 34 | 23 + 21 | 0    | 0    | 0    |
| Крестьянских дворов   | 3 + 5   | —       | 2 + 6   | —    | —    | —    |

| 2008 | 2010 | 2012 | 2014 |
| ---- | ---- | ---- | ---- |
| 0    | →0   | →0   | →0   |